# Earl Schenck
Earl Schenck (Columbus, 13 maggio 1889 – Tahiti, 1962) è stato un attore statunitense che lavorò principalmente all'epoca del muto.
Nella sua carriera, apparve - tra il 1916 e il 1946 - in una quarantina di film.

## Filmografia
- The Haunted Manor, regia di Edwin Middleton (1916)
- The Isle of Love, regia di Edwin Middleton - cortometraggio (1916)
- Beyond the Wall o The Madness of Helen, regia di Travers Vale (1916)
- The False Friend, regia di Harry Davenport (1917)
- The Weavers of Life, regia di Edward Warren - cortometraggio (1917)
- The Unbeliever, regia di Alan Crosland (1918)
- My Four Years in Germany, regia di William Nigh (1918)
- To Hell with the Kaiser!, regia di George Irving (1918)
- Ruling Passions, regia di Abraham S. Schomer (1918)
- Kaiser's Finish, regia di Jack Harvey e Cliff Saum (1918)
- The Great Victory, Wilson or the Kaiser? The Fall of the Hohenzollerns, regia di Charles Miller (1919)
- The Spirit of Lafayette, regia di James Vincent (1919)
- A Stitch in Time, regia di Ralph Ince (1919)
- The Trap, regia di Frank Reicher (1919)
- The Sacred Flame, regia di Abraham S. Schomer (1920)
- The Blue Pearl, regia di George Irving (1920)
- The Harvest Moon, regia di J. Searle Dawley (1920)
- Good Women, regia di Louis J. Gasnier (1921)
- Buried Treasure, regia di George D. Baker (1921)
- Beyond, regia di William Desmond Taylor (1921)
- No Woman Knows, regia di Tod Browning (1921)
- Lucky Carson, regia di Wilfrid North (1921)
- At the Sign of the Jack O'Lantern, regia di Lloyd Ingraham (1922)
- Salomè (Salome), regia di Charles Bryant (1923)
- Ceneri di vendetta (Ashes of Vengeance), regia di Frank Lloyd (1923)
- Più forte dell'odio (The Song of Love), regia di Chester M. Franklin e Frances Marion (1923)
- The Dramatic Life of Abraham Lincoln, regia di Philip Rosen (1924)
- Yankee Madness, regia di Charles R. Seeling (1924)
- La signorina Mezzanotte  (Mademoiselle Midnight), regia di Robert Z. Leonard (1924)
- The Hunted Woman, regia di Jack Conway (1924)
- Tides of Passion, regia di J. Stuart Blackton (1925)
- Dollar Down, regia di Tod Browning (1925)
- Joe il pilota (A Guy Named Joe), regia di Victor Fleming (1943)
- Crepi l'astrologo (The Heavenly Body), regia di Alexander Hall e, non accreditato, Vincente Minnelli (1944)
- Meet the People, regia di Charles Reisner (1944)
- Bellezze al bagno (Bathing Beauty), regia di George Sidney (1944)
- La settima croce (The Seventh Cross), regia di Fred Zinnemann (1944)
- L'avventuriero della città d'oro (Barbary Coast Gent), regia di Roy Del Ruth (1944)
- Marisa (Music for Millions), regia di Henry Koster (1944)
- Femmina folle (Leave Her to Heaven), regia di John M. Stahl (1945)
- I predoni della città (Abilene Town), regia di Edwin L. Marin (1946)